# Agroeca cuprea
Agroeca cuprea – gatunek pająka z rodziny obniżowatych.
Gatunek ten opisany został w 1873 roku przez Franza Antona Menge.
Samce osiągają od 3,8 do 4,2 mm, a samice od 3,6 do 5,1 mm długości ciała. Karapaks samca osiąga od 1,8 do 2,05 mm długości oraz od 1,4 do 1,6 mm szerokości, zaś u samic od 1,6 do 2,19 mm długości i od 1,22 do 1,71 mm szerokości. Ubarwienie karapaksu jest zmienne, często jasnopomarańczowobrązowe. Jego rejon oczny jest prawie czarny, a część tułowiowa ma ciemnobrązowe, rozchodzące się promieniście pasy i ciemnobrązową krawędź. Rzadziej cały karapaks jest prawie czarny i pozbawiony wzoru. Kształt karapaksu jest jajowaty, w ¾ tak szeroki jak długi, z głębokimi jamkami. Tylny rząd oczu jest dłuższy niż przedni i ku tyłowi odchylony. Wysokość nadustka jest nieco większa niż szerokość oczu przednio-środkowych. Barwa szczękoczułków jest brązowawa, zaś wargi dolnej, sternum i odnóży żółtawobrązowa. U ciemnych samic szczękoczułki i sternum są prawie czarne, a odnóża brązowe z częściami czarniawymi i ciemnobrązowymi. Opistosoma (odwłok) zwykle ma wierzch ciemnobrązowy z czarniawym nakrapianiem, a spód jasnobrązowawy z białawym owłosieniem, ale zdarzają się samice o wierzchu czarniawobrązowym.
Nogogłaszczki samca mają apofizę retrolateralną prawie tak długą jak goleń, na szczycie skośnie ściętą, apofizę medialną szeroką u nasady i zaopatrzoną w spiczasty hak, a apofizę tegularną zakrzywioną w części odsiebnej. Wierzchołek embolusa jest wąski. Płytka płciowa samicy ma na przedzie dwie kieszonki z otworami kopulacyjnymi, a przedsionek podzielony włochatą przegrodą. Zbiorniki nasienne formują pętlę, a długie przewody kopulacyjne mają przewężone środkowe odcinki.
Pająk w Europie znany z Hiszpanii, Wielkiej Brytanii, Francji, Belgii, Holandii, Niemiec, Szwecji, Norwegii, Finlandii, Szwajcarii, Liechtensteinu, Austrii, Włoch, Słowenii, Polski, Litwy, Czech, Słowacji, Białorusi, Ukrainy, Rumunii, Bułgarii, Serbii, Czarnogóry, Macedonii, Grecji i Rosji. Dalej na wschód sięga do Azji Środkowej. Zamieszkuje wrzosowiska, kamieniste zbocza i mchy w suchych borach sosnowych. Dojrzałe samice spotyka się cały rok, zaś samce wiosną i jesienią.